# Cladoselache
Cladoselache es un género basal extinto de peces cartilaginosos que vivió durante el Devónico. De hecho, se trata del tiburón más primitivo, apareciendo incluso antes que el Stethacanthus. Sus fósiles, que fueron los primeros en aparecer, se han encontrado tanto en América del Norte como en Europa.

## Características
Cladoselache comparte ciertas características con los actuales y extintos tiburones y holocéfalos como:
- Un tejido pericondrial calcificado de forma prismática.
- Septo branquial extendido hasta el margen lamelar.
- Escamas dérmicas con cuello canal.
- Reemplazamiento de la hilera de dientes (modificados en la mayoría de los holocephalii, pero presente en Helodus).

Se cree que Cladoselache podía alcanzar hasta los dos metros de longitud. Su articulación mandibular era muy débil si se la compara con la de los tiburones actuales, pero lo compensaba con unos músculos mandibulares muy potentes. Tanto de su cuerpo largo y esbelto en forma cilíndrica, como de la forma de su cola, se ha deducido que Cladoselache era un feroz depredador que nadaba muy rápidamente y con una gran agilidad. Sus dientes tenían múltiples picos, y el borde de los mismos era plano, idóneos para atrapar a las presas, pero no para masticarlas. Por lo tanto, Cladoselache atrapaba probablemente a sus presas por la cola, y las engullía enteras. Su boca era extraña y de gran tamaño, y se encontraba en el centro de la cabeza. A diferencia de los tiburones actuales, su piel no estaba cubierta casi en su totalidad por dentículos dérmicos, sino que sólo los poseía alrededor de las aletas y de los ojos. Tenía dos aletas dorsales, cada una con una punta.

## Especies
- Cladoselache clarkii†
- Cladoselache elegans†
- Cladoselache fyleri†
- Cladoselache kepleri†
- Cladoselache magnificus†
- Cladoselache mirabilis†
- Cladoselache newmani†
- Cladoselache pattersoni†